# Hang

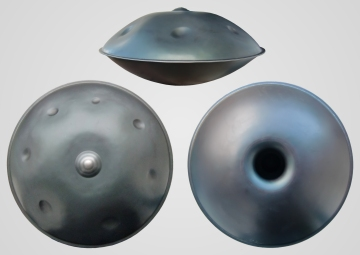
Hang (wersja z 2010)

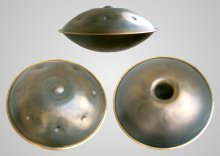
Hang (wersja z 2007)

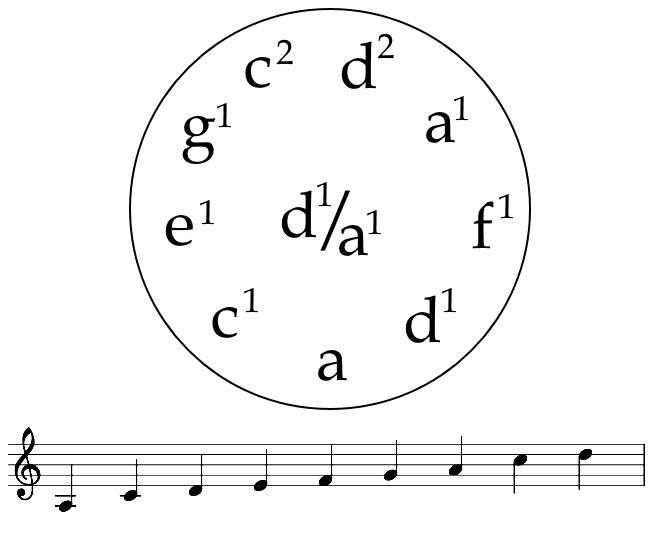
Strój wybranej wersji hanga

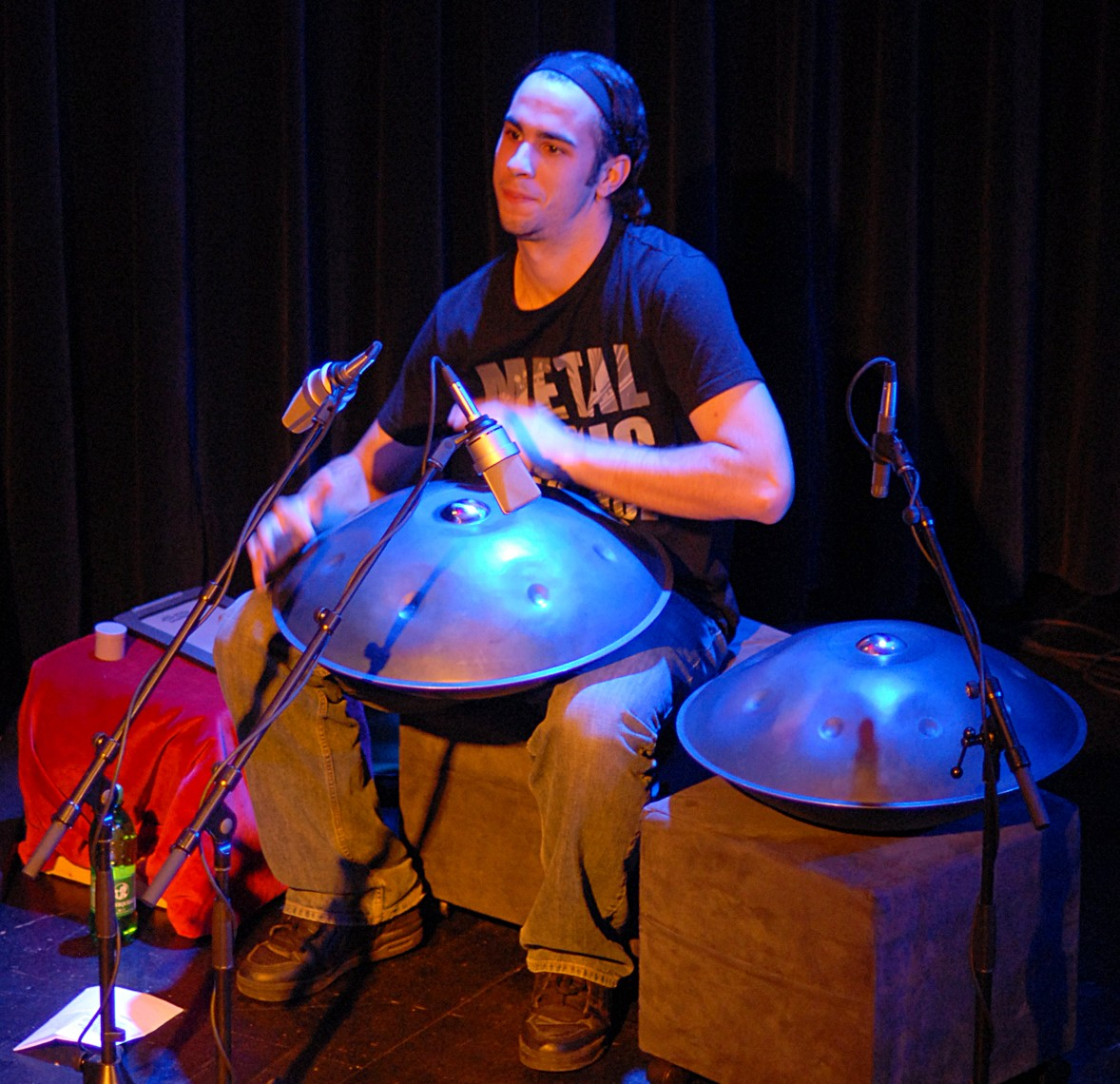
Manu Delago grający na hangu

Hang (wymowa [haŋ]) – instrument muzyczny z klasy idiofonów, stworzony w Szwajcarii w roku 2000 przez Felixa Rohnera i Sabinę Schärer (PANArt Hangbau AG). 
Składa się z dwóch odpowiednio wyprofilowanych i połączonych ze sobą stalowych półkul, a swoim kształtem przypomina „UFO”. Podczas gry hang spoczywa zazwyczaj na kolanach muzyka. Gra się gołymi dłońmi i palcami. Poszczególne fragmenty powierzchni wydają dźwięki o określonej lub nieokreślonej wysokości. Możliwe jest również pomieszanie alikwotów wchodzących w skład różnych dźwięków, co daje imitację współbrzmień wydobywanych pojedynczym uderzeniem.

## Przykłady audio
|  |  |  |  |